# Logicomix
Logicomix es una novela gráfica escrita por los griegos Apostolos Doxiadis, autor de El tío Petros y la conjetura de Goldbach, y Christos Papadimitriou, profesor de Informática en la Universidad de California, Berkeley. La ilustraciones son de Alecos Papadatos, que ha trabajado en la industria de la animación cinematográfica en Francia y Grecia, y el color ha corrido a cargo de la francesa Annie Di Donna, que cuenta con una larga experiencia como animadora en numerosas producciones. La novela, escrita originalmente en inglés, fue traducida al griego por el propio Apóstolos Doxiadis para su publicación en Grecia (2008), que antecede a la de Estados Unidos y Reino Unido (2009). 

## Contenido
Logicomix está dedicada a la etapa más intensa de la historia de las matemáticas. La trama abarca desde finales del XIX, avanza por todo el siglo XX y llega hasta la actualidad. Comienza con el estallido de la Segunda Guerra Mundial cuando Bertrand Russell se dispone a dar una conferencia sobre la lógica y la guerra en una universidad estadounidense. En el transcurso de la conferencia —y de la novela— él mismo narra su vida desde pequeño cuando comienza a interesarse por las matemáticas y la lógica. Así se convierte en el personaje principal del libro. Aunque los personajes que intervienen en la historia fueron figuras célebres de las matemáticas y de la filosofía, el libro no puede considerarse un documento histórico verídico sino una novela histórica de ficción porque muchos de los hechos que narra son inventados por los autores, como ellos mismos explican en las propias viñetas de manera autorreferencial.

## Personaje principal
El filósofo matemático y escritor Bertrand Russell es el hilo conductor de una historia en la que se van intercalando autorreferencias de los propios autores de la novela gráfica convertidos en héroes en el papel y rinden así homenaje a los grandes personajes de las matemáticas como Gottlob Frege, Ludwig Wittgenstein, David Hilbert, Kurt Gödel o Henri Poincaré, entre otros.

## Edición española
La edición española de Logicomix sigue el mismo estilo iconográfico del original (cubierta incluida). Se publicó por primera vez en 2011 por la editorial Sins Entido, con traducción de Julia Osuna Aguilar.

## Publicación de la versión original
- Reino Unido – septiembre 2009, Bloomsbury, ISBN 0747597200
- Estados Unidos – septiembre 2009, Bloomsbury USA, ISBN 1596914521

### Traducciones por orden cronológico
- Grecia, Logicomix,  Tr. Apóstolos Doxiadis, octubre de 2008, Ikaros Publications, ISBN 978-960-8399-67-9
- Países Bajos, Logicomix. Een epische zoektocht naar de waarheid, Tr. Mat Schifferstein, agosto de 2009, De Vliegende Hollander, ISBN 9789049500795
- Alemania, Logicomix. Eine epische Suche nach Wahrheit, Tr. Atrium-Verlag, agosto de 2010, ISBN 978-3855350698
- Brasil, Logicomix. Uma Jornada Épica em Busca da Verdade, Tr. Martins Fontes, junio de 2010, ISBN 978-85-78272-78-4
- Finlandia, Logicomix, Tr. Tua Korhonen, septiembre de 2010, Avain, ISBN 978-951-692-786-5
- Francia, Logicomix. La folle quête de la vérité scientifique absolue, Tr. María Teresa Gallego Urrutia, mayo de 2010, Vuibert, ISBN 978-2711743513
- Italia, Logicomix, Tr. de Paola Eusebio e introducción de Giulio Giorello, junio de 2010, Guanda, ISBN 978-8860881687
- España, Logicomix. Una búsqueda épica de la verdad, Tr. Julia Osuna Aguilar e introducción de Fernando Savater, marzo de 2011, Ediciones Sins Entido, ISBN 978-84-96722-74-3
- Polonia, Logikomiks. W poszukiwaniu prawdy,  Tr. Jaroslaw Mikos, noviembre de 2011,W.A.B, ISBN 978- 83-7747-535-5